# Grand Prix-wegrace van de DDR 1966
De Grand Prix-wegrace van de DDR 1966 was de zesde Grand Prix van wereldkampioenschap wegrace in het seizoen 1966. De races werden verreden op 17 juli 1966 op de Sachsenring in Hohenstein-Ernstthal. Alle soloklassen met uitzondering van de 50cc-klasse kwamen aan de start.

## 500cc-klasse
Door de armbreuk van Jim Redman moest Mike Hailwood in de DDR zorgen dat Giacomo Agostini niet de volle punten kon pakken. In het gevecht met Agostini draaide Hailwood zijn Honda echter stuk waardoor het voor Agostini wel erg gemakkelijk leek te worden. Die viel er echter hard af, waarbij hij zelf weliswaar ongedeerd bleef, maar zijn motorfiets was afgeschreven. Daardoor kon de veteraan František Šťastný met zijn Jawa-ČZ de overwinning pakken. Op de tweede plaats eindigde Jack Findlay (Matchless) en derde werd Jack Ahearn (Norton).
| Pos | Coureur           | Merk      | Tijd      | Punten |
| --- | ----------------- | --------- | --------- | ------ |
| 1   | František Šťastný | Jawa-ČZ   | 1:01"45'5 | 8      |
| 2   | Jack Findlay      | Matchless | +18'4     | 6      |
| 3   | Jack Ahearn       | Norton    | +1"22'7   | 4      |
| 4   | Ron Chandler      | Matchless | +1"23'7   | 3      |
| 5   | Gyula Marsovszky  | Matchless | +1"36'4   | 2      |
| 6   | John Dodds        | Norton    | +1"36'8   | 1      |
| 7   | Joe Dunphy        | Norton    |           |        |
| 8   | Dan Shorey        | Norton    |           |        |
| 9   | Billie Nelson     | Norton    |           |        |
| 10  | Agne Carlsson     | Matchless |           |        |
| 11  | György Kurucz     | Norton    |           |        |
| 12  | Dave Lloyd        | Norton    |           |        |
| 13  | Jack Saunders     | Matchless |           |        |
| 14  | Gustav Havel      | Jawa-ČZ   |           |        |

| Coureur          | Merk      | Oorzaak |
| ---------------- | --------- | ------- |
| Eduard Lenz      | Matchless |         |
| Eric Hinton      | Norton    |         |
| Kel Carruthers   | Norton    |         |
| Len Atlee        | Norton    |         |
| Malcolm Stanton  | Norton    |         |
| Guy Cooremans    | Norton    |         |
| Stuart Morin     | Norton    |         |
| Ernst Weiss      | Norton    |         |
| Pentti Lehtelä   | Norton    |         |
| Philippe Canoui  | Matchless |         |
| Fred Stevens     | Paton     |         |
| John Mawby       | Norton    |         |
| Lewis Young      | Matchless |         |
| Mike Hailwood    | Honda     | Motor   |
| Stuart Graham    | Matchless |         |
| Giacomo Agostini | MV Agusta | Val     |
| Lars Skjelfoss   | Matchless |         |
| Bosse Granath    | Matchless |         |
| Ian Burne        | Norton    |         |

| Coureur          | Merk             | Oorzaak  |
| ---------------- | ---------------- | -------- |
| Walter Scheimann | Norton           |          |
| Chris Conn       | Norton           |          |
| John Blanchard   | Seeley-Matchless |          |
| John Cooper      | Norton           |          |
| Peter Williams   | Matchless        |          |
| Jim Redman       | Honda            | Blessure |

### Top tien tussenstand 500cc-klasse
| Pos | Coureur           | Merk               | Ptn |
| --- | ----------------- | ------------------ | --- |
| 1   | Giacomo Agostini  | MV Agusta          | 20  |
| 2   | Jim Redman        | Honda              | 16  |
| 3   | František Šťastný | Jawa-ČZ            | 12  |
| 4   | Stuart Graham     | Matchless          | 11  |
| 5   | Gyula Marsovszky  | Matchless          | 9   |
| 6   | Jack Ahearn       | Norton             | 8   |
| 7   | Jack Findlay      | McIntyre-Matchless | 7   |
| 8   | Ron Chandler      | Matchless          | 4   |
| 9   | John Cooper       | Norton             | 3   |
| 10  | Lewis Young       | Matchless          | 2   |
| 10  | John Mawby        | Norton             | 2   |

## 350cc-klasse
In de DDR deed zich de situatie voor dat Mike Hailwood, als hij in de 250-, 350- en 500cc-klassen zou starten, meer dan 500 km op één dag moest rijden. Dat was niet toegestaan. Omdat hij in 500cc-klasse de uitgeschakelde Jim Redman moest vervangen én omdat hij in de 350cc-klasse alle wedstrijden tot dan toe gewonnen had, liet Hailwood deze klasse schieten. Giacomo Agostini bleef zodoende zonder tegenstand en reed iedereen op minstens één ronde. František Šťastný (Jawa-ČZ) werd tweede en Gustav Havel (Jawa/ČZ) werd derde.
| Pos | Coureur           | Merk      | Tijd     | Punten |
| --- | ----------------- | --------- | -------- | ------ |
| 1   | Giacomo Agostini  | MV Agusta | 55"28'8  | 8      |
| 2   | František Šťastný | Jawa-ČZ   | +1 ronde | 6      |
| 3   | Gustav Havel      | Jawa-ČZ   | +1 ronde | 4      |
| 4   | Renzo Pasolini    | Aermacchi | +1 ronde | 3      |
| 5   | Alberto Pagani    | Aermacchi | +1 ronde | 2      |
| 6   | Jack Ahearn       | Norton    | +1 ronde | 1      |

| Coureur       | Merk  | Oorzaak   |
| ------------- | ----- | --------- |
| Mike Hailwood | Honda | Reglement |
| Jim Redman    | Honda | Blessure  |

| Coureur           | Merk       |
| ----------------- | ---------- |
| Kel Carruthers    | Norton     |
| František Boček   | ČZ         |
| Heinz Rosner      | MZ         |
| Bill Ivy          | Yamaha     |
| Chris Conn        | Norton     |
| Dave Simmonds     | Norton     |
| Joe Dunphy        | Norton     |
| John Blanchard    | Seeley-AJS |
| Peter Williams    | AJS        |
| Phil Read         | Yamaha     |
| Stuart Graham     | AJS        |
| Tommy Robb        | Bultaco    |
| Gilberto Milani   | Aermacchi  |
| Silvio Grassetti  | Bianchi    |
| Tarquinio Provini | Benelli    |
| Kenzo Muromachi   | Honda      |
| Bruce Beale       | Honda      |
| Kent Andersson    | Husqvarna  |
| Byron Black       | Honda      |

### Top tien tussenstand 350cc-klasse
| Pos | Coureur           | Merk           | Ptn |
| --- | ----------------- | -------------- | --- |
| 1   | Mike Hailwood     | Honda          | 24  |
| 2   | Giacomo Agostini  | MV Agusta      | 20  |
| 3   | Renzo Pasolini    | Aermacchi      | 9   |
| 4   | Gustav Havel      | Jawa           | 8   |
| 5   | František Šťastný | Jawa / Jawa-ČZ | 7   |
| 6   | Tarquinio Provini | Benelli        | 6   |
| 7   | Bruce Beale       | Honda          | 5   |
| 8   | Jim Redman        | Honda          | 4   |
| 9   | Silvio Grassetti  | Bianchi        | 3   |
| 9   | Gilberto Milani   | Aermacchi      | 3   |
| 9   | Stuart Graham     | AJS            | 3   |

## 250cc-klasse
Op de Sachsenring was Stuart Graham door Honda als vervanger voor de geblesseerde Jim Redman ingehuurd. Graham finishte als vierde nadat Mike Hailwood met ruim een minuut voorsprong had gewonnen van Phil Read en Mike Duff.
| Pos | Coureur           | Merk   | Tijd    | Punten |
| --- | ----------------- | ------ | ------- | ------ |
| 1   | Mike Hailwood     | Honda  | 46"23'8 | 8      |
| 2   | Phil Read         | Yamaha | +1"04'3 | 6      |
| 3   | Mike Duff         | Yamaha | +1"58'1 | 4      |
| 4   | Stuart Graham     | Honda  | +2"24'7 | 3      |
| 5   | Heinz Rosner      | MZ     |         | 2      |
| 6   | František Šťastný | Jawa   |         | 1      |

| Coureur       | Merk  | Oorzaak  |
| ------------- | ----- | -------- |
| Derek Woodman | MZ    | Blessure |
| Jim Redman    | Honda | Blessure |

| Coureur           | Merk             |
| ----------------- | ---------------- |
| Jack Findlay      | Bultaco          |
| Kevin Cass        | Bultaco          |
| Len Atlee         | Cotton           |
| Gyula Marsovszky  | Bultaco          |
| Günter Beer       | Honda            |
| Daniel Lhéraud    | Yamaha           |
| Bill Ivy          | Yamaha           |
| Bill Smith        | Bultaco          |
| Bob Anderson      | Yamaha           |
| Jim Curry         | Honda            |
| Peter Inchley     | Bultaco-Villiers |
| Selwyn Griffiths  | Royal Enfield    |
| Tommy Robb        | Bultaco          |
| Alberto Pagani    | Aermacchi        |
| Giuseppe Visenzi  | Aermacchi        |
| Renzo Pasolini    | Aermacchi        |
| Akiyasu Motohashi | Yamaha           |
| Hiroshi Hasegawa  | Yamaha           |
| Ginger Molloy     | Bultaco          |
| Bruce Beale       | Honda            |
| Kent Andersson    | Husqvarna        |

### Top tien tussenstand 250cc-klasse
| Pos | Coureur           | Merk      | Ptn |
| --- | ----------------- | --------- | --- |
| 1   | Mike Hailwood     | Honda     | 48  |
| 2   | Phil Read         | Yamaha    | 22  |
| 3   | Jim Redman        | Honda     | 20  |
| 4   | Derek Woodman     | MZ        | 18  |
| 5   | Mike Duff         | Yamaha    | 6   |
| 6   | Bill Ivy          | Yamaha    | 5   |
| 6   | Heinz Rosner      | MZ        | 5   |
| 8   | Renzo Pasolini    | Aermacchi | 4   |
| 9   | Jack Findlay      | Bultaco   | 3   |
| 9   | František Šťastný | Jawa      | 3   |
| 9   | Stuart Graham     | Honda     | 3   |

## 125cc-klasse
In Oost-Duitsland was het net als in België (waar de 125cc-klasse niet had gereden) slecht weer. Luigi Taveri won deze regenrace vóór Yoshimi Katayama en Bill Ivy.
| Pos | Coureur          | Merk   | Tijd    | Punten |
| --- | ---------------- | ------ | ------- | ------ |
| 1   | Luigi Taveri     | Honda  | 39"54'0 | 8      |
| 2   | Yoshimi Katayama | Suzuki | +12'9   | 6      |
| 3   | Bill Ivy         | Yamaha | +46'9   | 4      |
| 4   | Phil Read        | Yamaha |         | 3      |
| 5   | Frank Perris     | Suzuki | +1"04'4 | 2      |
| 6   | Ralph Bryans     | Honda  |         | 1      |

| Coureur       | Merk  | Oorzaak |
| ------------- | ----- | ------- |
| Mike Hailwood | Honda | [ 5 ]   |

| Coureur              | Merk    |
| -------------------- | ------- |
| Hugh Anderson        | Suzuki  |
| Mike Duff            | Yamaha  |
| Friedhelm Kohlar     | MZ      |
| Hartmut Bischoff     | MZ      |
| Hans Georg Anscheidt | Suzuki  |
| Herbert Mann         | MZ      |
| Walter Scheimann     | Honda   |
| José Medrano         | Bultaco |
| Peter Williams       | EMC     |
| Tommy Robb           | Yamaha  |
| Francesco Villa      | Montesa |
| Akiyasu Motohashi    | Yamaha  |
| Mitsuo Itoh          | Suzuki  |
| Yasuharu Yuzawa      | Yamaha  |

### Top tien tussenstand 125cc-klasse
| Pos | Coureur              | Merk    | Ptn |
| --- | -------------------- | ------- | --- |
| 1   | Luigi Taveri         | Honda   | 28  |
| 2   | Bill Ivy             | Yamaha  | 20  |
| 3   | Phil Read            | Yamaha  | 14  |
| 4   | Ralph Bryans         | Honda   | 11  |
| 5   | Yoshimi Katayama     | Suzuki  | 6   |
| 6   | Frank Perris         | Suzuki  | 5   |
| 7   | Hugh Anderson        | Suzuki  | 3   |
| 8   | Hans Georg Anscheidt | Suzuki  | 2   |
| 8   | Francesco Villa      | Montesa | 2   |
| 8   | Akiyasu Motohashi    | Yamaha  | 2   |

1958 · 1959 · 1960 · 1961 · 1962 · 1963 · 1964 · 1965 · 1966 · 1967 · 1968 · 1969 · 1970 · 1971 · 1972 · 1973 · 1974 · 1975 · 1976 · 1977 · 1978 · 1979 · 1980 · 1981 · 1982 · 1983 · 1984 · 1985 · 1986 · 1987 · 1988 · 1989